# Daniel Moreira
Daniel Moreira (født 8. august 1977 i Maubeuge, Frankrig) er en fransk tidligere fodboldspiller (angriber).
Moreira tilbragte hele sin 15 år lange karriere i hjemlandet, hvor han blandt andet repræsenterede Guingamp, Lens og Toulouse. Han vandt pokalturneringen Coupe de la Ligue med Lens i 1999.
For det franske landshold spillede Moreira tre kampe i perioden 2002-2004. Det drejede sig om to venskabskampe mod Serbien-Montenegro og Egypten, samt en VM-kvalifikationskamp mod Cypern.

## Titler
Coupe de la Ligue
- 1999 med RC Lens